# Opoptera litura
Opoptera litura är en fjärilsart som beskrevs av Hans Fruhstorfer 1907. Opoptera litura ingår i släktet Opoptera och familjen praktfjärilar. Inga underarter finns listade i Catalogue of Life.